# Três Críticos do Iluminismo: Vico, Hamann, Herder
Três Críticos do Iluminismo: Vico, Hamann, Herder  (título original em inglês: Three Critics of the Enlightenment: Vico, Hamann, Herder) é uma colectânea de ensaios sobre a história da filosofia pelo filósofo e historiador das ideias Isaiah Berlin que viveu no século XX. Editada por Henry Hardy e lançada postumamente em 2000, a colectânea reúne as seguintes obras publicadas anteriormente: Vico and Herder: Two Studies in the History of Ideas (1976) – um ensaio sobre os pensadores contrailuministas Giambattista Vico e Johann Gottfried Herder – e The Magus of the North: J. G. Hamann and the Origins of Modern Irrationalism (1993), respeitante ao irracionalista Johann Georg Hamann.
O início do interesse de Berlin pelos críticos do Iluminismo surgiu através da leitura das obras do historiador marxista das ideias Georgi Plekhanov.
Vico e Herder são retratados por Berlin como alternativas para a epistemologia do racionalismo, que caracteriza o iluminismo. Sugerindo que de facto pode ser melhor teorizar ousadamente do que envolver- se em projetos delimitados, Berlin caracteriza a "imaginação criativa" e a "reconstrução imaginativa de formas de vida", em Vico e Herder como críticas legítimas do racionalismo científico e do Iluminismo...Na teoria, bem como na arte, a imaginação representa uma alternativa à árida racionalidade  Berlin sustenta que a agenda do Iluminismo pode ser entendida de vários modos, e que analisá-la a partir das perspectivas dos seus críticos (ou seja, os Senhores Vico, Herder e Hamann) permitia apresentar com nitidez os seus aspectos distintivos e controversos.
Três Críticos foi uma das muitas publicações de Berlin sobre o Iluminismo e os seus inimigos o que muito contribuiu para a vulgarização do conceito de movimento do contrailuminismo que ele caracteriza como relativista, antirracionalista, vitalista e orgânico,  e que ele associava estreitamente ao Romanticismo alemão.
Berlin identifica Hamann como um dos primeiros pensadores a conceber a cognição humana como linguagem – a articulação e o uso de símbolos. Berlin considerou Hamann como tendo reconhecido como falácia racionalista cartesiana a noção de que existem ideias "claras e distintas" "que podem ser contempladas por uma espécie de olho interno", sem o uso da linguagem. Herder, que cunhou o termo Nazionalismus (nacionalismo), é retratado por Berlin como tendo concebido a nação como uma "cultura do povo", a maneira de vida única de um determinado povo, coeso por laços de parentesco e por vínculos à terra, definida pela sua história única.

## História da publicação (em inglês)
- Berlin, Isaiah (2000). Three Critics of the Enlightenment. Princeton: Princeton University Press. ISBN 0-691-05726-5
- Berlin, Isaiah (2000). Three Critics of the Enlightenment. London: Pimlico. ISBN 0-7126-6492-0